# エンドミル

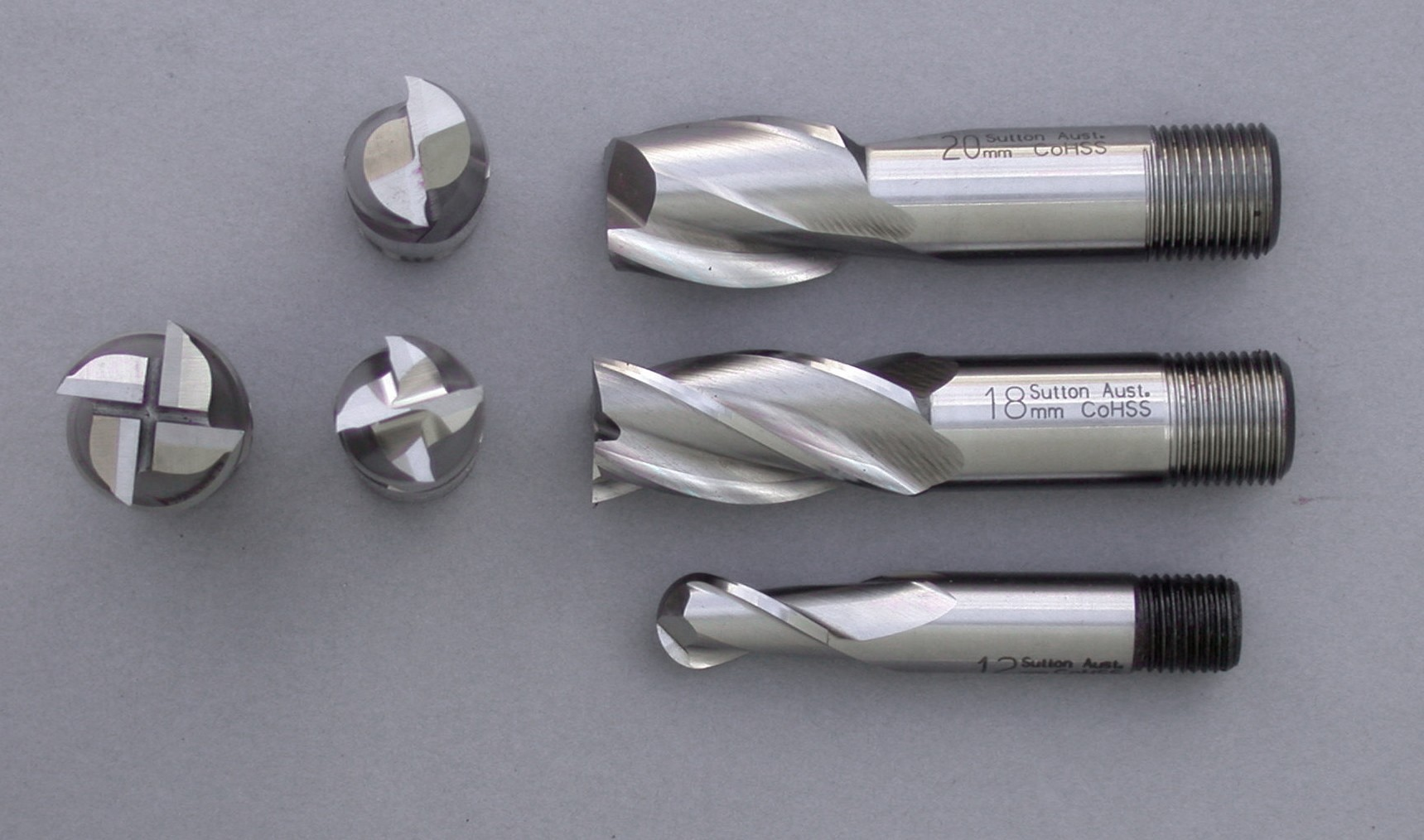
エンドミルの主な種類

エンドミル（endmill）とは、切削加工に用いる工具（切削工具）であるフライスの一種。ドリルに類似した外観を持つが、ドリルは軸方向に推進し、円形の穴を空ける用途であるのに対して、エンドミルは側面の刃で切削し、軸に直交する方向に穴を削り広げる用途に用いられる。また、端面を平滑に仕上げる際にも用いられる。中心部の切れ刃が不完全であるため、ドリルのような単体での穴あけ加工には本来適さないが、穴の中心にドリルなどで下穴を開けておくことで、軸方向へ推進して削り込むことも可能である。
刃数はドリルと異なり、2枚・3枚・4枚、さらに外周に多数の刃を持つものなど多種である。使用に伴い刃の先端が丸くなったり欠けたりするが、先端を軸方向に研削することで金太郎飴のように再生させることが可能である。
エンドミルは金型など削り出し部品の製作に多用されている。

## 種類
フラットエンドミルは、先端の形状が平坦なエンドミルである。刃は最外径に構成され、水平面や垂直面を切削するのに用いられる。フラットエンドミルは、工具の特性上下部の刃が弱いためにZ軸加工の場合は下記のボールエンドミルを使用する。別称スクエアエンドミル
ボールエンドミルは、先端が球状で、主に曲面を切削するのに用いられる。そして、現代ではCAMを多用しているために、仕上げ加工用に広く使われている。
ラフィングエンドミルの先端形状はフラットエンドミルと同様であるが、側面の切れ刃に波のような凹凸があり、フラットエンドミルよりも大きく切り込むことができる。しかし、その形状から切削面は粗くなる。
ラジアスエンドミルは、フラットエンドミルの下部コーナー部がR形状になっているために、荒取り、中仕上げ、最終仕上げなどに使うことができる。別称ブルノーズエンドミル